# Чеботарёв, Николай Ефимович
Никола́й Ефи́мович Чеботарёв (11 [23] октября 1884, Полтава, Российская империя — 4 февраля 1972, Ульм, Западная Германия) — деятель украинского национального движения, участник Первой мировой и Гражданской войн.

## Биография
Родился в Полтаве, в мещанской семье. Окончил Полтавскую мужскую классическую гимназию.
В 1905 году состоял в Украинской социал-демократической рабочей партии, из-за чего в 1905—1908 годах был вынужден эмигрировать в США.

### Служба в Русской императорской армии
С декабря 1908 года по декабрь 1910 года проходил действительную военную службу на правах вольноопределяющегося 2-го разряда в 5-м гренадерском Киевском полку (г. Москва) в звании рядового, затем — младшего унтер-офицера, с декабря 1909 — старшего унтер-офицера. В конце 1910 года выдержал экзамен при Московском Алексеевском военном училище на первый офицерский чин и был уволен в запас в чине прапорщика запаса армейской пехоты по Полтавскому уезду.
Участник Первой мировой войны. 
В 1914 году был мобилизован в армию и назначен в 136-й запасной пехотный батальон на интендантскую должность. В мае 1915 года переведен младшим офицером в 4-ю авиационную роту Воздушного флота РИА, впоследствии — заведующий хозяйством 4-го авиационного парка (г. Витебск), сформированного на базе 4-й авиационной роты и обеспечивающего снабжением авиационные дивизионы и отряды Западного фронта Действующей армии. В боях не участвовал. Последний чин в русской армии — прапорщик.
В мае 1917 — делегат 1-го Всеукраинского военного съезда (18-20.05.1917), на котором был избран в состав Украинского генерального войскового комитета (УГВК).

### Служба в армии УНР
В ноябре 1917 года, после Октябрьской революции, был командирован в Харьков, где 5 декабря 1917 года, согласно приказу украинского генерального военного секретариата, занял пост военного комиссара Слобожанщины, а по совместительству — командира 4-й запасной бригады и начальника гарнизона Харькова. Был арестован большевиками, лично допрашивался В. Антоновым-Овсеенко. Был освобожден и приехал в Киев, где с Е. Волохом и Б. Гомзиным начал формирование Гайдамацкого коша Слободской Украины, который впоследствии возглавил Семён Петлюра. В апреле 1918 года вернулся в Харьков, где жил приватно.
В 1919 году — атаман Коша охраны государственного имущества армии УНР, начальник контрразведывательного отдела штаба армии УНР. В июне-августе 1919 года — комендант тыла армии УНР. С августа 1919 года — начальник политического департамента Министерства внутренних дел УНР. По состоянию на 26 сентября 1919 года — без должности, приписан к штабу армии УНР.
В октябре 1919 — апреле 1920 года — директор Департамента политической информации МВД УНР. С 30 октября 1920 года — начальник Каменец-Подольского гарнизона.
С 1 мая 1920 по 1 августа 1928 года — начальник охраны Семёна Петлюры. В 1921 году — начальник контрразведки УНР.

### В эмиграция
В 1920-30-х годах жил в эмиграции в Польше. В конце 1930-х годов сотрудничал со спецслужбами Третьего рейха. С 1939 года — в Кёнигсберге, в 1946 году находился в лагере для перемещенных лиц в Оберсдорфе (Западная Германия). Впоследствии поселился в Ульме, где и умер в 1972 году.

## Награды
Российской империи:
- Орден Святого Станислава III степени, — «за отлично-усердную службу и труды, понесённые во время военных действий» (ВП от 03.06.1916)
- Орден Святой Анны III степени, — «за отлично-ревностную службу и особые труды, вызванные обстоятельствами текущей войны» (ВП от 04.08.1916)

Украинской народной республики:
- Памятный знак УНР «Крест Симона Петлюры» (1932)
- Памятный знак «Военный Крест УНР» (1960)